# イ・グスティ・マデ・オカ・スラクサナ
イ・グスティ・マデ・オカ・スラクサナ（I Gusti Made Oka Sulaksana、1971年4月29日 - ）は、インドネシアのバリ島、サヌール出身の、セーリング選手、ウインドサーファー。
1998年と2002年のアジア競技大会ではセーリング競技に出場し2連覇を達成している。2006年のドーハでのアジア競技大会では銅メダルで3連覇はならなかったものの、2008年にバリ島で開催されたアジアビーチゲームズではウインドサーフィン競技に出場し、金メダルを獲得した。1996年のアトランタオリンピック以来、2008年の北京オリンピックまでは連続でセーリングインドネシア代表に選出されているものの、順位はアトランタの13位が最高であった。北京オリンピックでは開会式でインドネシア選手団の旗手を務めている。